# Borohydrure de zirconium(IV)
Le borohydrure de zirconium(IV) est un composé chimique de formule Zr(BH4)4. Il se présente sous la forme d'un solide pyrophorique susceptible d'exploser et qui s'hydrolyse rapidement en présence d'eau. Il présent un point de fusion peu élevé et fond en donnant un liquide volatil. Le fait que le point de fusion et le point d'ébullition de ce composé soient plutôt bas — respectivement 28,7 °C et 123 °C — indique davantage un complexe qu'un sel ionique. Sa structure cristalline a révélé que trois des atomes d'hydrogène des unités BH4− sont coordonnés avec le cation central de zirconium(IV) Zr4+. La thermolyse au-dessus de 250 °C donne une substance de composition moyenne ZrB2,76-3,74, la phase cristalline étant constituée de diborure de zirconium ZrB2 et le bore restant étant amorphe. À l'état gazeux, la décomposition suit la réaction suivante :
Zr(BH4)4 ⟶ ZrB2 + B2H6 + 5 H2.
On peut l'obtenir en faisant réagir du borohydrure de lithium LiBH4 avec du chlorure de zirconium(IV) ZrCl4, ce qui donne du borohydrure de zirconium et du chlorure de lithium LiCl :
4 LiBH4 + ZrCl4 ⟶ Zr(BH4)4 + 4 LiCl.
Le borohydrure de zirconium peut être utilisé comme précurseur pour la production de diborure de zirconium ZrB2 massif, qui est une céramique ultraréfractaire, ou pour le dépôt de revêtements sur des surfaces en verre ou en métal. Il est également employé comme réducteur en chimie organique. Il a été proposé comme matériau de stockage de l'hydrogène.